# Maurycy Wilhelm (książę Saksonii-Zeitz)
Maurycy Wilhelm (ur. 12 marca 1664, zm. 15 listopada 1718) – książę Saksonii na Zeitz.
Syn Maurycego i Doroty z Saksonii-Weimaru.  25 czerwca 1689 ożenił się z Marią Amalią Brandenburską, córką Fryderyka Wilhelma Brandenburskiego i  Zofii Doroty Szlezwik-Holsztyn-Sonderburg-Glücksburg.

## Potomstwo
- Friederich Wilhelm (ur. 26 marca 1690, zm. maja 1690)
- Dorothea Wilhelmine (ur. 20 marca 1691, zm. 17 marca 1743)
- Karolina Amalie (24 maja 1693, zm. 5 września 1694)
- Zofia Charlotta (25 kwietnia 1695, zm. 18 czerwca 1696)
- Fryderyk August (ur. 12 sierpnia 1700, zm. 17 lutego 1710)[2].